# Воскеат (Армавирская область)
Воскеат (арм. Ոսկեհատ) — село в Армавирской области Армении. Основано в начале 30-х годов XX века.

## География
Село расположено в восточной части марза, к востоку от автодороги , на расстоянии 28 километров к востоку от города Армавир, административного центра области. Абсолютная высота — 850 метров над уровнем моря.
Климат
Климат характеризуется как семиаридный (BSk в классификации климатов Кёппена). Среднегодовая температура воздуха составляет 12,3 °C. Средняя температура самого холодного месяца (января) составляет −2,8 °С, самого жаркого месяца (июля) — 25,7 °С. Расчётная многолетняя норма атмосферных осадков — 299 мм. Наибольшее количество осадков выпадает в мае (50 мм).

## Население
| Год переписи | Население          | Население          | Население          | Население            | Население            | Население            |
| Год переписи | Наличное население | Наличное население | Наличное население | Постоянное население | Постоянное население | Постоянное население |
| Год переписи | Всего              | Мужчины            | Женщины            | Всего                | Мужчины              | Женщины              |
| ------------ | ------------------ | ------------------ | ------------------ | -------------------- | -------------------- | -------------------- |
| 2001         | 2197               | 1027               | 1170               | 2448                 | 1173                 | 1275                 |
| 2011         | 3492               | 1673               | 1819               | 3491                 | 1672                 | 1819                 |